# Кайт

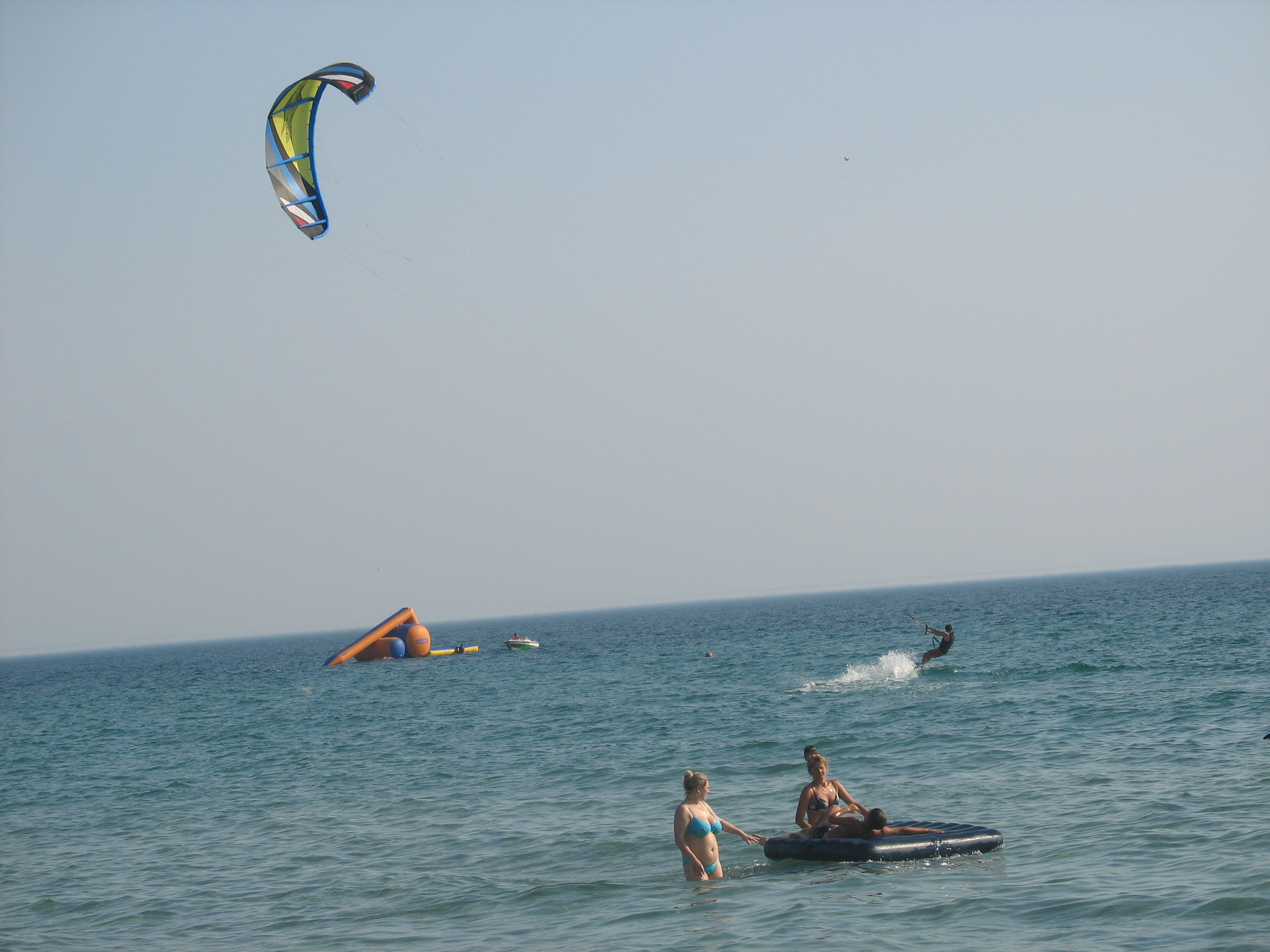
Кайт-балонник на пляжі

Кайт (англ. power kite) — в буквальному перекладі з англійської означає повітряний змій. Проте в українській термінології поняття кайт і повітряний змій різні. А саме, кайтами називають такі повітряні змії, які призначені для буксирування людини або інших засобів, повітряними зміями ж прийнято називати всі інші конструкції, призначені для ігор або підйому предметів на висоту.

## Класифікація
За призначенням кайти прийнято ділити на наступні категорії:
- Водні кайти. Ці кайти передусім призначені для тягнення людини по воді (на спеціальній дошці). Вони не тонуть і не втрачають форму при приводненні, що необхідно в випадку його перезапуску. Більшість конструкцій водних кайтів — це так звані «балонники».
- Зимові кайти. Ці кайти тягнуть людину по снігу на лижах, сноубордах і т. д. Вони також підходять і для катання в літній період на роликовій дошці і  т. д.. Найчастіше конструкція зимових кайтів — це парафойли.
- Пілотажні (тренувальні) кайти. Зменшена копія великих кайтів. За конструкцією це найчастіше парафойли, призначені для навчання та ігор на свіжому повітрі.

## Конструкція
В основному переважають три конструктивні рішення:
- Парафойл, це  кайт, що має вигляд оболонки (купола) зі спеціальної повітронепроникної тканини, всередині якої є ребра (нервюри). По передній частині оболонки розміщені отвори (повітрозабірники). При наявності вітру, через отвори в оболонку проникає повітря і створює всередині неї надлишковий тиск, оболонка надувається і набуває задану при проєктуванні аеродинамічну форму. Збереженню форми також сприяє підкупольна система зі строп.
- Надувні кайти («балонники»). Для надання форми кайту використовують надувні балони, подібно до надувних човнів. Кайт надувається на землі перед стартом. Ця перевага, бути весь час в польотному стані, зумовлює використання цих кайтів на воді. Однак вони поступаються парафойлам аеродинамічними характеристиками.
- Кайт NASA (англ. Nasa Para Wing). Тканинний кайт з одинарним шаром тканини. Це родоначальник усіх кайтів лабораторій NASA, що призначені для пориземлення космічних апаратів. Використовується дуже рідко з цілого ряду причин. Основні — це низька аеродинамічна якість. Однак, цей кайт здатний злетіти при найслабшому вітрі, від 1 м/с, адже конструкція дуже легка.

## Основні характеристики
- Основна характеристика кайту — це площа купола. Через те, що тяга кайту в першу чергу залежить від двох параметрів — швидкості вітру і площі поверхні. Для комфортного катання ми можемо вибирати тільки площу. Від площі кайту залежить сила тяги. Тобто при однаковому вітрі кайт з площею вдвічі більшою буде тягнути також у два рази сильніше. Площа купола вимірюється в квадратних метрах.

Професіонали звичайно мають у своєму арсеналі кілька кайтів з різною площею, щоб мати можливість літати при різних швидкостях вітру. Кайт з площею крила 6-9 м² призначений для катання при швидкості вітру 4-6 м/с. Однак необхідно відзначити, що хоча сила тяги залежить від площі, різні моделі при однаковій площі будуть давати різну тягу. Це пов'язано з різною аеродинамічною ефективністю і геометрією куполу. Наприклад, крило з великою аркою, при однаковій площі, буде мати меншу тягу, адже проєкційна площа крила буде меншою. Проте за рахунок розвинених вертикальних поверхонь воно буде мати більшу курсову стійкість. Також сила тяги, але в меншій мірі, залежить від профілю крила, його геометрії, форми (складки, опуклості), якості виготовлення.

## Управління
Методи управління кайтом досить різноманітні.
- Двостропний кайт. Одна стропа йде від правої руки до правої половини куполу кайту, інша від лівої руки до лівої половини. Управління відбувається за рахунок руху рук і як наслідок — перекосу правої і лівої половин крила. Використовується в основному на пілотажних кайтах до 2,5 м2. При великих площах ефективність такого управління знижується, адже для великого кайта потрібний і більший хід строп (читай більший хід рук), а це вже важко виконати. Заборонено надягати петлі «на зап'ястя», петлі для безпеки треба тримати тільки в руках, до петель кріпляться стропи. У деяких моделях замість петель використовується планка (пруток довжиною 40-50 см), до кінців якої прив'язуються стропи. У цьому випадку управління відбувається перекосом планки. Так само, даний вид управління досить небезпечний при великих площах куполу і сильному вітрі, тому що це не дозволяє швидко «погасити» (повернути на землю) кайт в разі небезпеки. Так само є певні труднощі з перезапуском з перевернутого положення.

- Двостропний кайт з третьої стропою. Проміжний варіант. Третя стропа розподіляється по всій задній кромці куполу по обох напівкрилах. При її затягуванні з'являється можливість «погасити» кайт, а також виконати старт з перевернутого положення. На управління польотом ця стропа найчастіше не впливає. Використовується планка для двостропного кайта, в центрі якої через отвір пропускається третя стропа зі спеціальною ручкою для можливості її натягу.
- Чотиристропний кайт на ручках. Дуже поширений варіант управління кайтом, оскільки дозволяє виконувати як і перезапуски з перевернутого положення, так і «гасити» кайт. Але основна перевага полягає в тому, що крім перекосу куполу з'являється можливість управляти кайтом за допомогою затягування заднього окрайка крила, кожного напівкрила окремо, забезпечуючи швидкий розворот кайта великої площі. Для управління використовуються дві ручки (трубки зігнутої форми довжиною 35-45 см), до верхніх кінців яких кріпляться силові стропи, а до нижніх — стропи управління.
- Планковий кайт. Планкові кайти так само управляються чотирма стропами, але є суттєва відмінність — стропи управління не тільки затягують праву, ліву задню кромку крила, а також змінюють кут атаки на задіяний бік крила. Цьому сприяє спеціальна настройка стропної системи. За рахунок цього з'являється можливість не тільки керувати кайтом, але і змінювати його підйомну силу, яка трансформується в силу тяги кайта. Такі кайти називаються De-power кайтами. Так як з'явилася можливість керувати силою тяги, ці кайти можна використовувати в більшому діапазоні швидкостей вітру без перенастроювання. Для управління використовується планка спеціальної конструкції, яка може виконувати не тільки перекіс, але і рух «від себе», «до себе», тим самим змінюючи силу тяги кайту. Однак у порівнянні з «ручечними» кайтами, планковий кайт трохи програє в керованості.
- П'ята стропа. Використовується на планкових кайтах великої площі для швидкого «гасіння» кайту, адже затягування клеванту стає недостатнім. Кріпиться по центральній хорді крила. При відпусканні планки і натягуванні п'ятої стропи кайт переламується навпіл і моментально втрачає тягу.

Сучасні моделі кайтів дуже стабільні (мають широкий вітровий діапазон). Як правило, їх розміри йдуть через 3 м і для катання з різною силою вітру необхідна менша кількість кайтів. Завдяки великій відстані між кріпленням строп на кінцях вони швидко повертають, що значно спрощує кайтлупи. Тому сучасні кайти однаково добре підходять як спортсменам для вейкстайлу, так і початківцям.
Для слабких вітрів використовують кайти більшої площі та / або з великим подовженням. Двошарові мають конструкцію, близьку до параплана, коли між двома шарами тканини вшиті тканинні нервюри, що задають профіль крила. Крило наповнюється потоком повітря, що набігає, за рахунок повітрязабірників на передній кромці, відкритих, або закритих клапанами (англ. Ram Air). З 2004 року видно тенденцію виготовлення кайтів з більшою проєкційної площею і більш тонкими балонами для слабких вітрів. Це знижує лобовий опір. Для досягнення цієї ж мети з переднього балону прибирають захисні накладки.
Додаткові стропи ставлять для додання жорсткості балонам меншого діаметра і більшого радіусу (для збільшення проєкційної площі). Це збільшує аеродинамічну якість кайту, що краще, ніж просте збільшення площі.

## Ресурси Інтернету
- Kiteboarding Links — Guide [Архівовано 18 лютого 2015 у Wayback Machine.] Все про кайт-серфінг.
- Powerkiter (France) [Архівовано 18 лютого 2015 у Wayback Machine.] — Як користуватися кайтом (language: French)
- Current traction kites are aerodynamically far from optimal [Архівовано 20 лютого 2015 у Wayback Machine.] A more efficient traction kite would beat all skate sails, at least in light wind.
- Power-kite.ch- Traction Kiting an Snowkiting in Switzerland